# Syntherata
Syntherata este un gen de molii din familia Saturniidae. 

## Specii
- Syntherata apicalis Bouvier, 1928
- Syntherata arfakiana Brechlin, 2010
- Syntherata brunnea Eckerlein, 1935
- Syntherata cernyi Brechlin, 2010
- Syntherata doboensis U. & L. Paukstadt, 2004
- Syntherata engaiana Brechlin, 2010
- Syntherata godeffroyi Butler, 1882
- Syntherata innescens Naumann & Brechlin, 2001
- Syntherata janetta (White, 1843)
- Syntherata lagariana Brechlin, 2010
- Syntherata leonae Lane, 2003
- Syntherata malukuensis U. Paukstadt & L. Paukstadt, 2005
- Syntherata minoris Brechlin, 2010
- Syntherata naessigi Peigler, 1992
- Syntherata okapiana Brechlin, 2010
- Syntherata papuensis Brechlin, 2010
- Syntherata parvoantennata Brechlin, 2010
- Syntherata pristina (Walker, 1865)
- Syntherata rudloffi Brechlin, 2010
- Syntherata sinjaevi Naumann & Brechlin, 2001